# Lancia Lybra
Der Lancia Lybra ist ein Pkw-Modell der Mittelklasse des italienischen Automobilherstellers Lancia. Er ist der Nachfolger des Lancia Dedra und wurde von Sommer 1999 bis Ende 2004 in Deutschland angeboten. In anderen Ländern wurde der Kombi noch bis Herbst 2005 verkauft.
Basierend auf der Fiat Bravo/Brava-Plattform entstand ein Mittelklassefahrzeug, das sich durch die luxuriösere und komfortablere Auslegung von seinen Pendants im Fiat-Konzern, dem Fiat Marea und dem Alfa Romeo 156, abhob. Trotz weitgehend gleicher Bodengruppe wurde der Fahrkomfort beim Lybra durch eine eigens entwickelte Hinterachskonstruktion mit geführten Längslenkern aus Aluminium verbessert.

## Modellgeschichte
Von der Einführung im September 1999 bis zum Produktionsende wurden vom Lybra zwei Karosserieversionen angeboten: eine Stufenhecklimousine (Lybra Berlina) und ein Kombi (Lybra SW).
Während der Bauzeit erhielt der Lybra zwar kein umfassendes Facelift, jedoch gab es vor allem in den ersten Jahren technische Verbesserungen. So wurden unter anderem die Fensterheber verstärkt und eine Scheibenwischer-Automatik angeboten.
Die bedeutendste technische Neuerung betraf ab Sommer 2000 das Navigationssystem, dessen Upgrade von einer 8-bit-Version („G2“) zu einer 16-bit-Version („G3“) zwar ein schnelleres Arbeiten, aber auch das Problem inkompatibler Datensätze mit sich brachte. Das Problem wurde zusätzlich dadurch verschärft, dass schon sehr bald keine Kartenupdates mehr für das G2-System erhältlich waren.
Ab Herbst 2003 wurden bereits kleinere Ausstattungsdetails nicht mehr angeboten. Im Verlaufe dieses Jahres fielen weitere Motorvarianten weg, sodass schließlich nur mehr der 1,8-l-Benzinmotor und der 1,9-l-Dieselmotor erhältlich waren.
Ab Ende 2004 wurde der Lancia Lybra offiziell nicht mehr in Deutschland angeboten, in verschiedenen anderen Ländern allerdings weiterhin verkauft, zuletzt jedoch nur noch in geringen Stückzahlen mit dem 1,9-Liter-Dieselmotor.

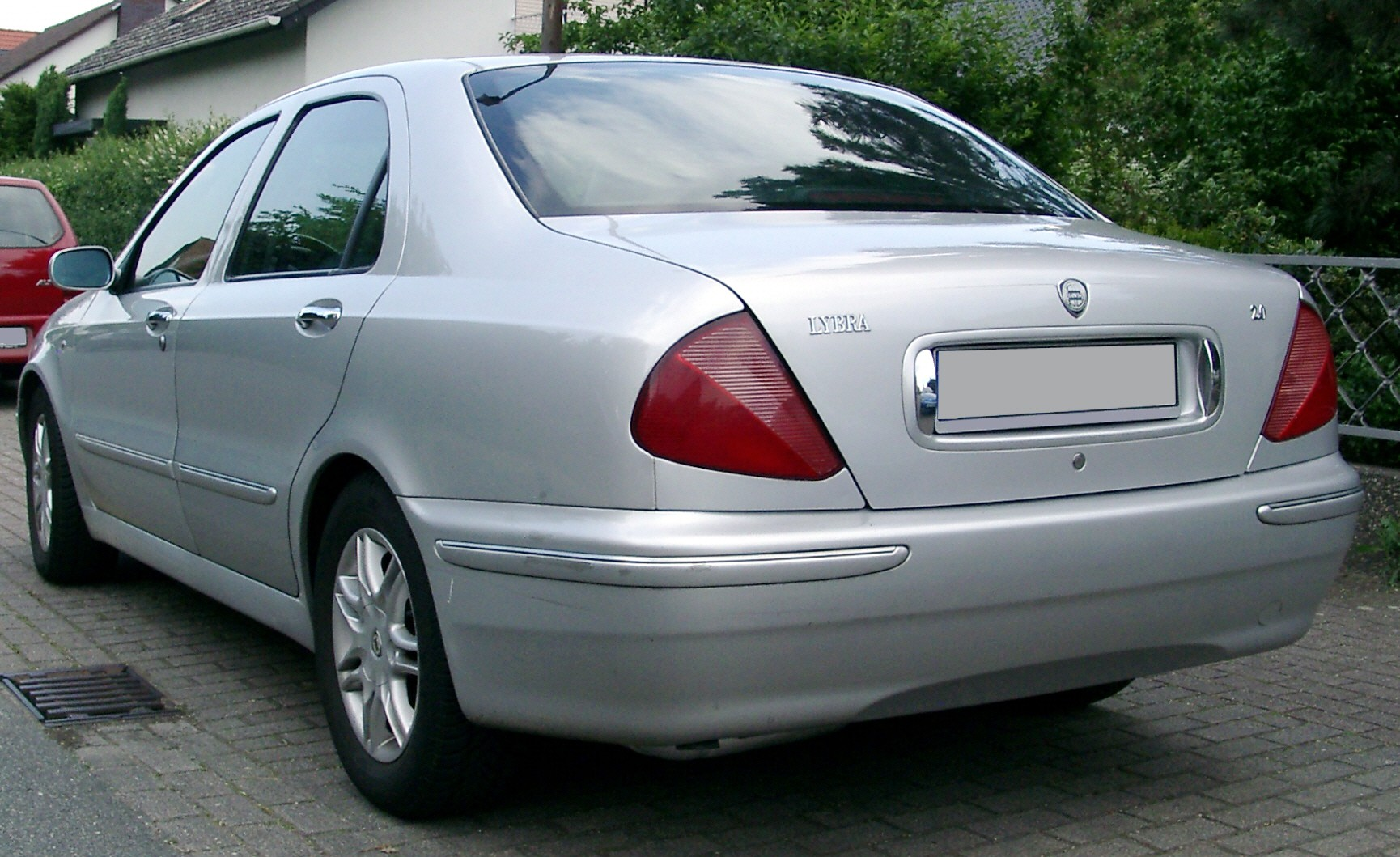
Heckansicht
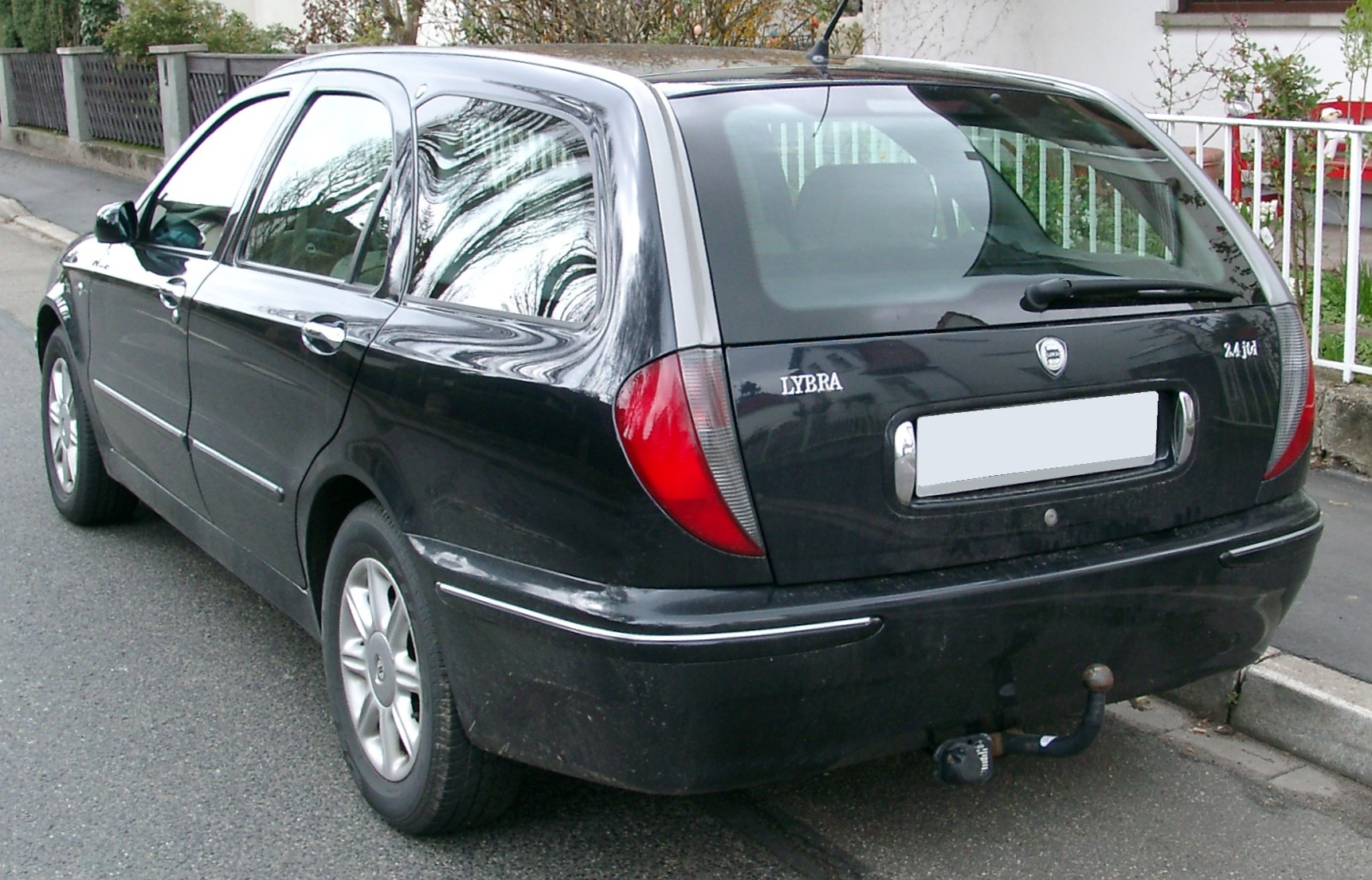
Lancia Lybra SW (1999–2005)
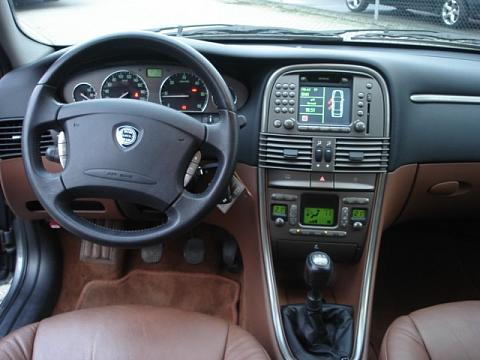
Cockpit eines Lybra Emblema

## Motoren
| Modell        | Zylinder | Hubraum  | Leistung                       | Max. Drehmoment       | Besonderheit                                                                                                | Bauzeit         |
| ------------- | -------- | -------- | ------------------------------ | --------------------- | --- | --------------- |
| Ottomotoren   |          |          |                                |                       | |                 |
| 1.6           | R4       | 1596 cm³ | 76 kW (103 PS) bei 5750 min−1  | 144 Nm 4000 bei min−1 | nur mit Fünfgangschaltgetriebe                                                                              | 07/1999–12/2003 |
| 1.8           | R4       | 1747 cm³ | 96 kW (130 PS) bei 6300 min−1  | 156 Nm bei 3800 min−1 | variable Steuerung der Einlassventile; nur mit Fünfgangschaltgetriebe                                       | 07/1999–12/2004 |
| 2.0           | R5       | 1998 cm³ | 113 kW (154 PS) bei 6500 min−1 | 186 Nm bei 3750 min−1 | variable Steuerung der Einlassventile; wahlweise mit Fünfgangschaltgetriebe oder Viergang-Automatikgetriebe | 07/1999–09/2000 |
| 2.0           | R5       | 1998 cm³ | 110 kW (150 PS) bei 6500 min−1 | 181 Nm bei 3750 min−1 | variable Steuerung der Einlassventile; nur mit Fünfgangschaltgetriebe                                       | 09/2000–12/2004 |
| Dieselmotoren |          |          |                                |                       | |                 |
| 1.9 JTD       | R4       | 1910 cm³ | 77 kW (105 PS) bei 4000 min−1  | 255 Nm bei 2000 min−1 | nur mit Fünfgangschaltgetriebe                                                                              | 07/1999–09/2000 |
| 1.9 JTD       | R4       | 1910 cm³ | 81 kW (110 PS) bei 4000 min−1  | 275 Nm bei 2000 min÷1 | nur mit Fünfgangschaltgetriebe                                                                              | 09/2000–05/2001 |
| 1.9 JTD       | R4       | 1910 cm³ | 85 kW (115 PS) bei 4000 min−1  | 275 Nm bei 2000 min÷1 | nur mit Fünfgangschaltgetriebe                                                                              | 05/2001–10/2005 |
| 2.4 JTD       | R5       | 2387 cm³ | 100 kW (136 PS) bei 4000 min−1 | 304 Nm bei 2000 min−1 | nur mit Fünfgangschaltgetriebe                                                                              | 10/1999–09/2000 |
| 2.4 JTD       | R5       | 2387 cm³ | 103 kW (140 PS) bei 4000 min−1 | 305 Nm bei 2000 min−1 | nur mit Fünfgangschaltgetriebe                                                                              | 09/2000–07/2002 |
| 2.4 JTD       | R5       | 2387 cm³ | 110 kW (150 PS) bei 4000 min−1 | 308 Nm bei 1800 min−1 | nur mit Fünfgangschaltgetriebe                                                                              | 08/2002–12/2004 |

Alle Motoren waren mit einem Fünfgang-Schaltgetriebe lieferbar, der 2,0-Liter-Motor zeitweise auch mit einer 4-Stufen-Wandlerautomatik mit manueller Schaltmöglichkeit („Comfortronic“).
Die 1,6- und 2,0-Liter-Ottomotoren und der 1,9 jtd stammen aus dem Fiat Bravo, der 1,8 aus dem Fiat Barchetta und der 2,4 jtd aus dem Alfa Romeo 156.
Im Verlauf der Modellgeschichte ergaben sich einige Änderungen im Motorenprogramm. So wurde der 1,6-Liter-Ottomotor gestrichen. Der 2,0-Liter-Ottomotor wurde neu abgestimmt, um die Abgasnorm Euro 3 zu erfüllen, und leistete fortan 150 PS; gleichzeitig entfiel die Automatikvariante. Die Leistung des 1,9-Liter-jtd-Motors wurde zunächst auf 110 PS, später auf 115 PS erhöht, und die des 2,4-jtd-Motors in zwei Stufen auf 140 PS bzw. 150 PS angehoben.

## Ausstattungsvarianten
Markentypisch bot auch der Lybra bereits in der Basisversion Ausstattungsdetails, die bei anderen Mittelklassemodellen nur als aufpreispflichtige Extras erhältlich waren, so zum Beispiel elektrische Fensterheber, ESP, Kopfairbags, Zentralverriegelung mit Fernbedienung sowie eine Zweizonen-Klimaautomatik. Erstmals in einem Mittelklassefahrzeug wurde zudem serienmäßig ein integriertes Kontrollsystem angeboten, bei dem Audio- und Telematikfunktionen in einem Gerät vereinigt und über Menüführung gesteuert bzw. abgerufen werden konnten. Wahlweise konnte dieses Gerät mit Navigationssystem und integriertem Mobilfunk-Telefon mit Freisprechanlage ausgerüstet werden.
Oberhalb der Basisversion des Lybra befand sich die LX-Variante, zusätzlich mit Aluminiumrädern, Alcantara-Sitzbezügen und einer von Bose entwickelten Audioanlage.
Für die Sondermodelle „Intensa“, „Emblema“ und „Executive“ wurden Sonderlackierungen, ausgewählte Innenraumdekore und speziell zusammengestellte Ausstattungspakete angeboten.

## Zulassungszahlen
Zwischen 1999 und 2006 wurden in der Bundesrepublik Deutschland 10.463 Lancia Lybra neu zugelassen. Mit 4.587 Einheiten war 2000 das erfolgreichste Verkaufsjahr.
|  |

|  |

|  |

|  |

|  |

|  |

|  |

|  |

|  |

|  |

|  |

|  |

|  |

|  |

|  |

|  |

|  |

|  |

|  |

|  |

|  |

|  |

|  |

|  |

|  |

|  |

|  |

|  |

|  |

|  |

|  |

|  |

|  |

|  |

|  |

|  |

|  |

|  |

|  |

|  |

|  |

|  |

|  |

|  |

|  |

|  |

|  |

|  |

|  |

|  |

|  |

|  |

|  |

|  |

|  |

|  |

|  |

|  |

|  |

|  |

|  |

|  |

|  |

|  |

|  |

|  |

|  |

|  |

|  |

|  |

|  |

|  |

|  |

|  |

|  |

|  |

|  |

|  |

|  |

|  |

|  |

|  |

|  |

|  |

|  |

|  |

|  |

|  |

|  |

|  |

|  |

|  |

|  |

|  |

|  |

|  |

|  |

|  |

|  |

|  |

|  |

|  |

|  |

|  |

|  |

|  |

|  |

|  |

|  |

|  |

|  |

|  |

|  |

|  |

|  |

|  |

|  |

|  |

|  |

|  |

|  |

|  |

|  |

|  |

|  |

|  |

|  |

|  |

|  | Lancia Lybra (10.463) |

|  | Lancia Lybra (10.463) |